# 海法大学
海法大学（羅馬化：ʼUniversiṭat Ḥefah，羅馬化：Jami‘ah Ḥayfā），是以色列北部最大型的公立综合性研究型大学，位于以色列第三大城市海法，坐落在迦密山山顶，四周森林环绕，从校园俯视到地中海。
海法大学创建于1963年，拥有20000名以上的本地学生（包括本科生、硕士生、博士生）与国际学生。海法大学共设有6个学院及5个学部：人类学学院、社会科学学院、理学院、法学院、社会福利与健康学院、教育学院、卫生学院、工商管理学院、社会工作学院、历史学院、公共卫生学院、政治学院，下设近70个系。海法大学图书馆是以色列规模最大的高校图书馆之一。海法大学亦是赫克特博物馆的所在地，该博物馆收集了古代以色列的考古文物及许多珍贵的艺术藏品。

## 研究中心与机构
海法大学在许多学科领域中处于前沿，拥有许多创新研究中心与机构，其中包括：心理压力研究中心、信息处理与决策研究中心、进化研究所、犹太人大屠杀研究所、海洋科学研究中心、自然资源与环境研究所、船舶与航空研究中心、犹太人-阿拉伯人研究中心、犹太复国主义与以色列赫茨尔研究所、犯罪、法律与社会学研究所、朝圣、旅游娱乐研究中心、情感跨学科研究中心、大脑与行为国际研究中心、民主研究中心、法律与科技中心、和平教育中心、国家安全研究中心等。此外，IBM公司在海法大学建立了美国境外最大的研究中心。

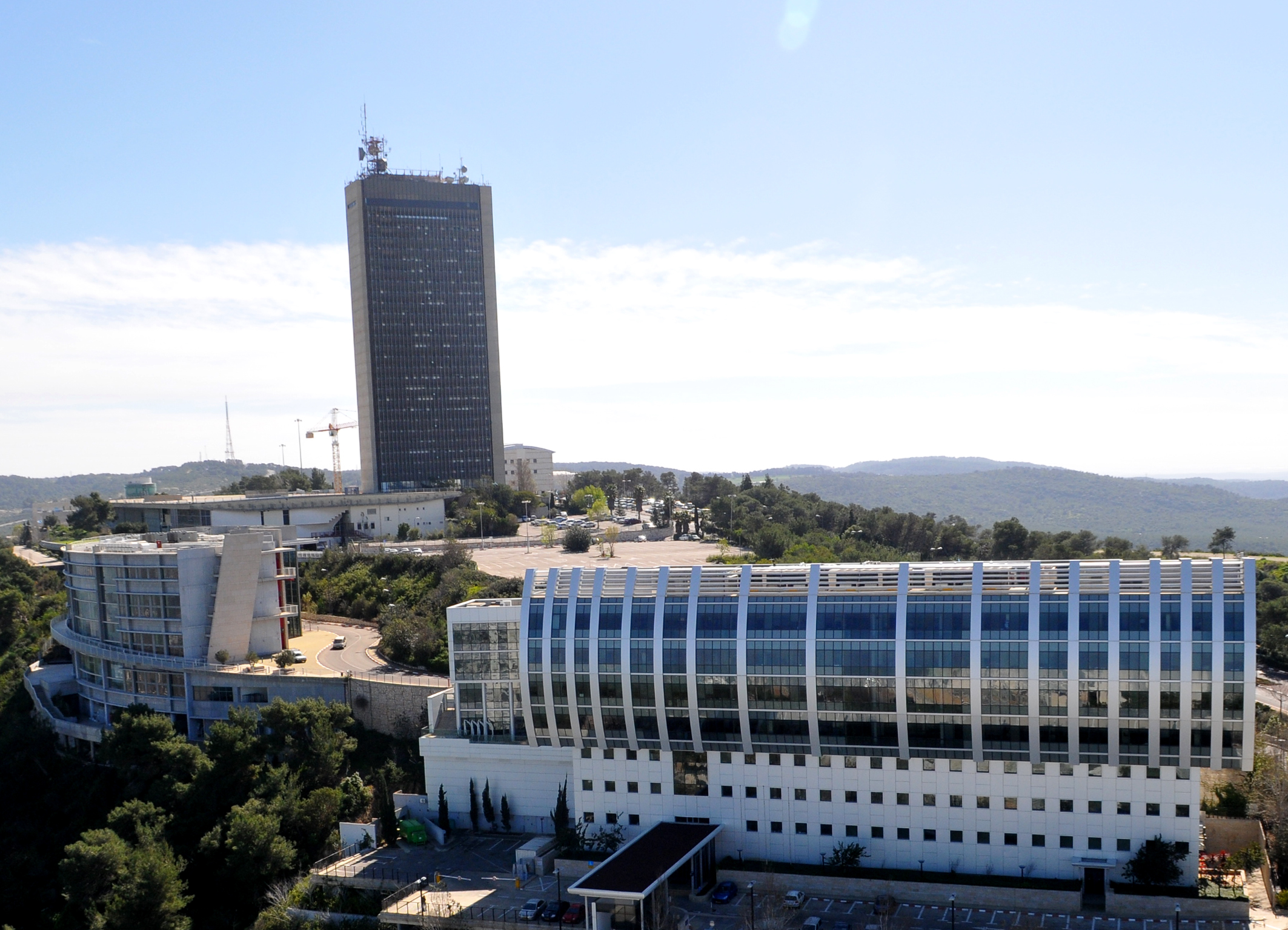
University of Haifa

## Leon H. Charney 海洋科学学院
海法大学的Leon H. Charney海洋学学院是以色列唯一一家世界领先的海洋研究机构及海上实践基地，专注于地中海研究。该学院包括四个系、以色列地中海研究中心以及海洋战略研究中心。
- 海洋生物系：研究从微生物到海洋各种生态系统中的生物以及其生态进程。
- 海洋文明系：研究领域包括沿岸和水下考古、海洋史、沿岸和海洋地貌学、海洋资源与海洋生物学。
- 海洋地球科学系：研究海底结构、海底地壳与能源的勘探（石油、天然气、水合物）到海底表面的水体动态、海平面变化以及地质构造与气候变化的关系等。
- 海洋科技系：为海洋，特别是深海的实际研究提供技术、基础设施以及先进设备支持等。
- 以色列地中海研究中心（MERCI）：是由六所大学和两所政府研究院组成的联合研究机构，在海法大学的领导下，应对一系列前所未有的科学、技术、经济、安全和环境方面的挑战与机遇。
- 海洋战略研究中心：致力于研究海洋领域的关键战略问题、地理问题和法律问题。

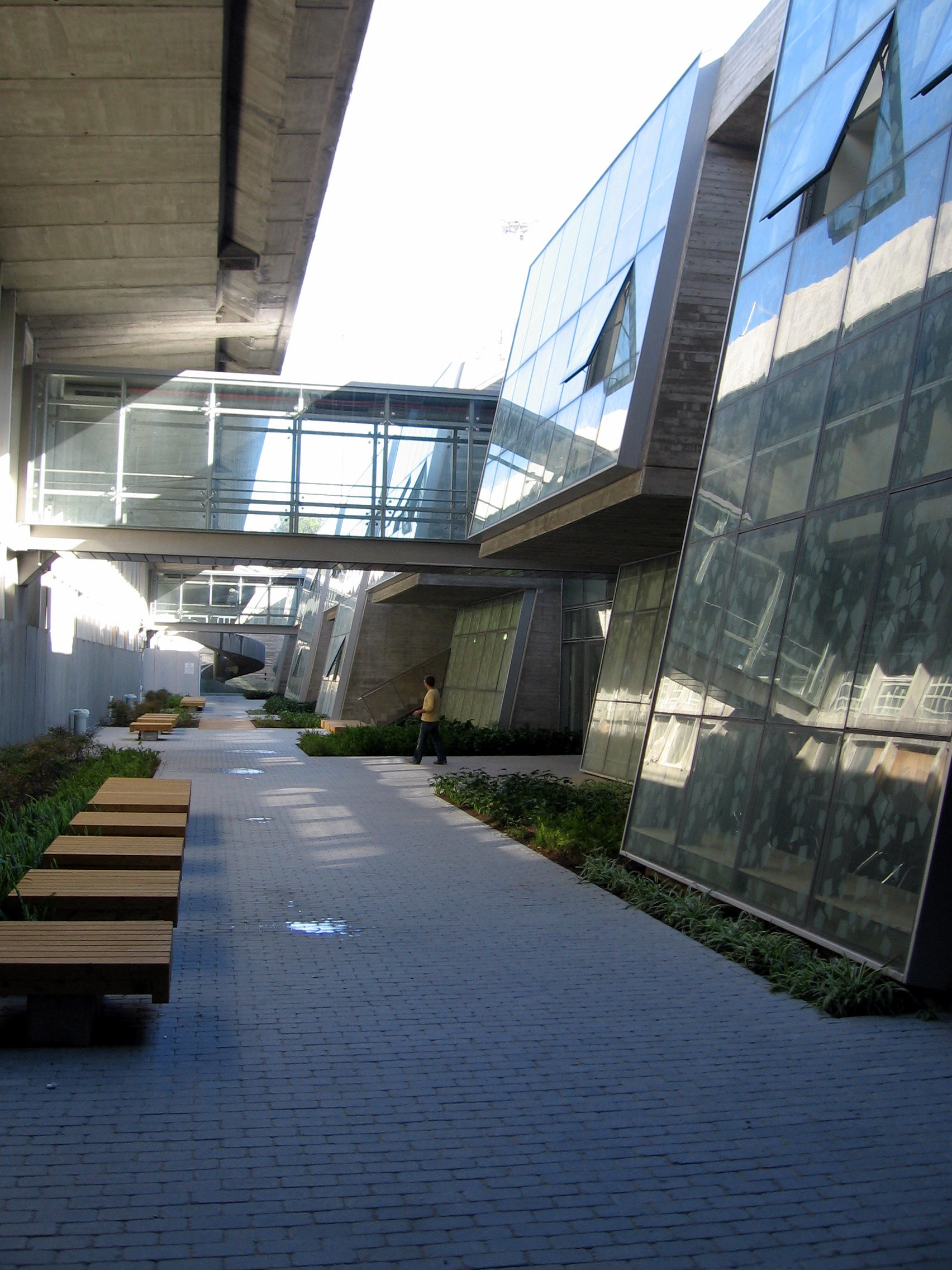
Library

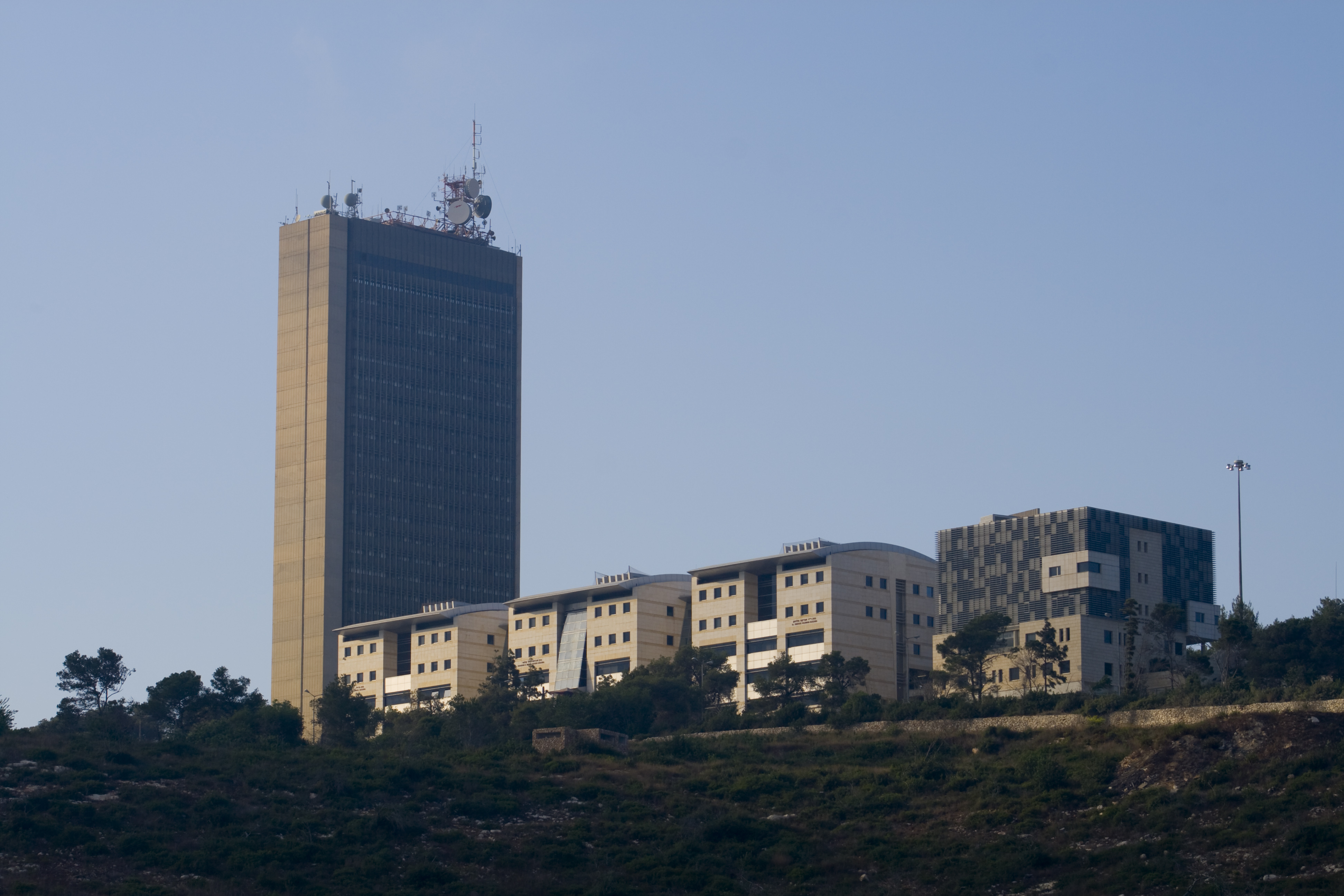
South view

## 国际学院
每年，来自世界各地40多个国家的学生汇聚于此学习暑期课程，寒假课程，语言强化课程，本科，硕士及博士课程等。
国际学院提供暑期课程、希伯来语与阿拉伯语强化课程、一学期或一年的跨国课程、实习课程及全日制研究生课程。学生将有机会在联合国、基层、非营利组织和高科技公司等机构实习。
海法大学国际学院提供了若干研究生课程，参与这些课程的学生可与全球各地的学生以及以色列学生一起学习。这些课程采用英语授课，为期一年至两年。全日制研究生课程内容包括艺术疗法、儿童成长与发展、外交研究、德国与欧洲研究、全球绿色MBA、犹太人大屠杀研究、以色列研究、国际行政MBA、风险管理与保险MBA、海洋地球科学、海洋文明、国家安全研究、专利法、和平与冲突管理、史前考古等。

## 专业设置

### 社会科学学院
- 政治科学学院
- 犯罪学学院
- 环境地理学系
- 经济系
- 计算机科学系
- 信息系统系
- 社会学与人类学系
- 统计学系
- 心理学系
- 通信学系
- 和平与管理冲突研究系
- 儿童成长与发展跨学科系

### 理学院
- 生物系
- 进化与环境生物学系
- 生物信息学系
- 人类生物学系
- 数学系
- 海洋生物系
- 海洋文明系
- 海洋地球科学系
- 医学系
- 神经生物学系
- 科学教育- 精密科学系

### 法学院
- 法律系

### 社会福利与健康学院
- 社会工作学院
- 公共卫生学院
- 艺术治疗学院
- 社区精神卫生系
- 沟通障碍系
- 老年学系
- 护理学系
- 物理治疗学系
- 职能治疗学系
- 人类服务系

### 人类学学院
- 阿拉伯语系
- 考古学系
- 艺术史学系
- 东亚系
- 圣经研究系
- 拜占庭与现代希腊研究系
- 英文系
- 美术学系
- 外国语系
- 通史系
- 图书馆学系
- 电影文化系
- 跨学科研究系
- 音乐学系
- Ofakim荣誉项目
- 哲学系
- 艺术学院
- 戏剧学系
- 妇女与性别研究系

### 历史学院
- 希伯来语系
- 希伯来语与比较文学系
- 中东历史系
- 犹太历史系
- 犹太人大屠杀研究系
- 以色列研究系

### 教育学院
- 咨询与人类发展学系
- 学习、教学与培训系
- 特殊教育系
- 学习障碍系
- 教育管理系
- 数学教育系

### 工商管理学院
- 工商管理系
- 信息与知识管理系
- 自然资源和环境管理系

## 成就
海法大学的外交研究课程享有盛名，培养出许多优秀的政治家、外交家与国防军官等。从2005年起，海法大学成为以色列国防军情报机构的指定培训基地，为Havatzalot项目（Havatzalot 项目是以色列国防军的高级课程）提供学术培训。此外，海法大学专门负责以色列海军军官学员的学术培训课程。
从2012年起，海法大学是负责警官学术培训课程的唯一以色列高等院校。同年，海法大学以“大使在线”的名义建立了独有的公共外交课程。该课程的目标是培养学生的外交、交流和领导能力，通过国际对话，传播国家的正面认识与国际形象。2014年，海法大学学生代表团在德国举行的EurasiaMUN世界模拟联合国会议上成绩斐然，备受瞩目，包揽“最佳法官”、“特别表彰”、“荣誉表彰”以及“最佳代表”在内的五个奖项。
海法大学法学院跻身于全球大学的法学院前100强，在2007年和2008年，海法大学法学院在美国以外的法学院排名前十名（基于SSRN 指标排名）。

## 知名校友

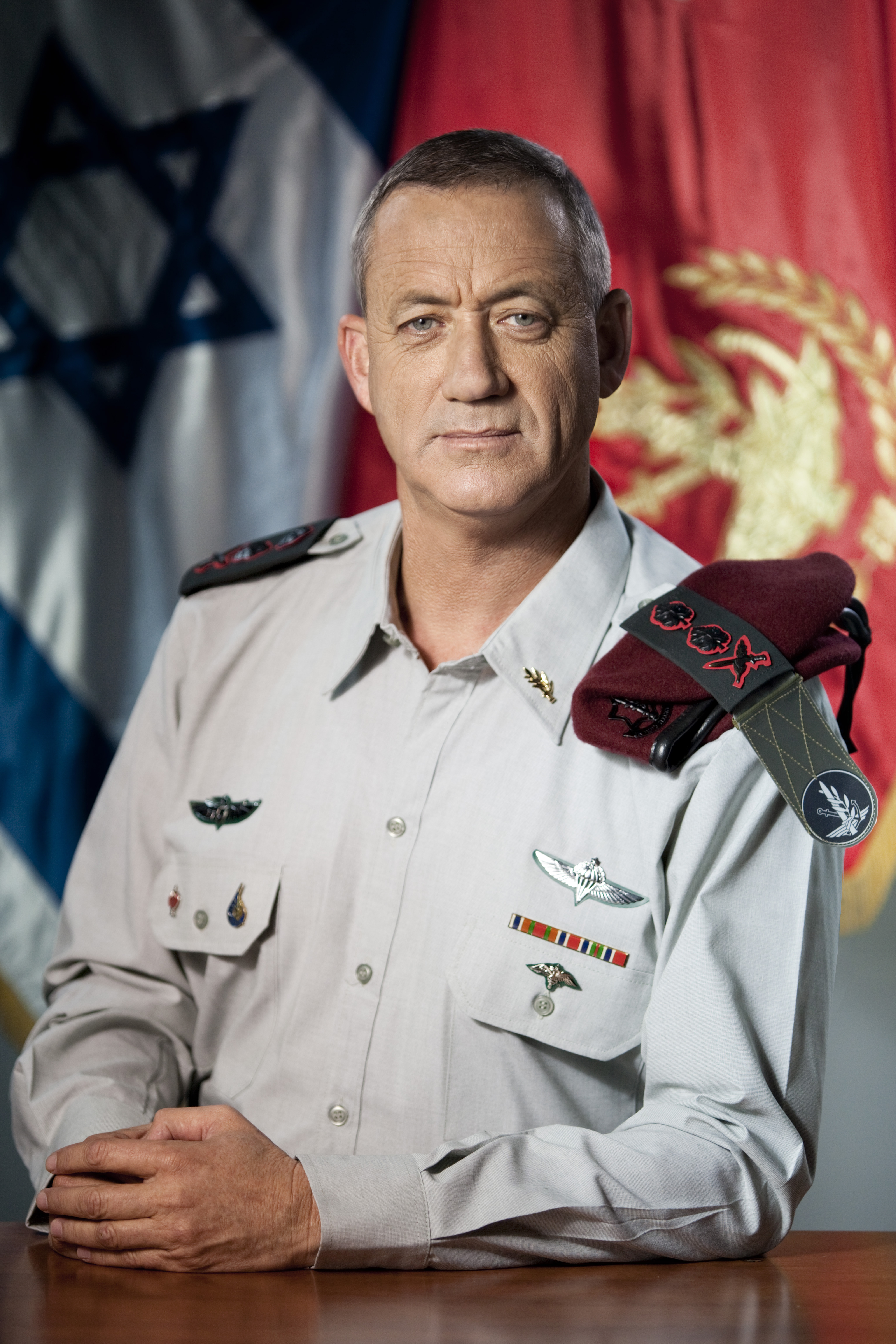
本尼·甘茨

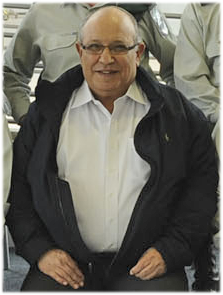
梅尔·达根

- Assad Assad（英语：Assad Assad），前以色列国防军上校，外交家和政治家
- Gabi Ashkenazi（英语：Gabi Ashkenazi），前以色列国防军总参谋长
- 梅尔·达根（Meir Dagan），以色列军事指挥官，前以色列情报机构摩萨德局长
- 本尼·甘茨（Benjamin Gantz），现任以色列国防军总参谋长
- Dan Harel（英语：Dan Harel），现任以色列国防部长
- Abdulwahab Darawshe（英语：Abdulwahab Darawshe），政治家
- Yaakov Edri（英语：Yaakov Edri），政治家
- Carmi Gillon（英语：Carmi Gillon），政治家，前以色列驻丹麦大使，以色列国家安全局前任局长
- Gabriel Hallevy（英语：Gabriel Hallevy），刑法与刑事司法教授
- Ram Karmi（英语：Ram Karmi），著名以色列建筑师
- Bernardo Sorj（英语：Bernardo Sorj），社会科学家
- 齊南·沃拉齊（Yochanan Vollach），知名以色列足球运动员，以色列海法馬卡比足球俱乐部的总裁
- Ashraf Barhom（英语：Ashraf Barhom），以色列阿拉伯裔演员
- Haneen Zoabi（英语：Haneen Zoabi），政治家
- Yitzhak Aharonovich（英语：Yitzhak Aharonovich），政治家，现任以色列内部安全局局长
- Ronen Bergman（英语：Ronen Bergman），记者与作家

## 校內知名学者

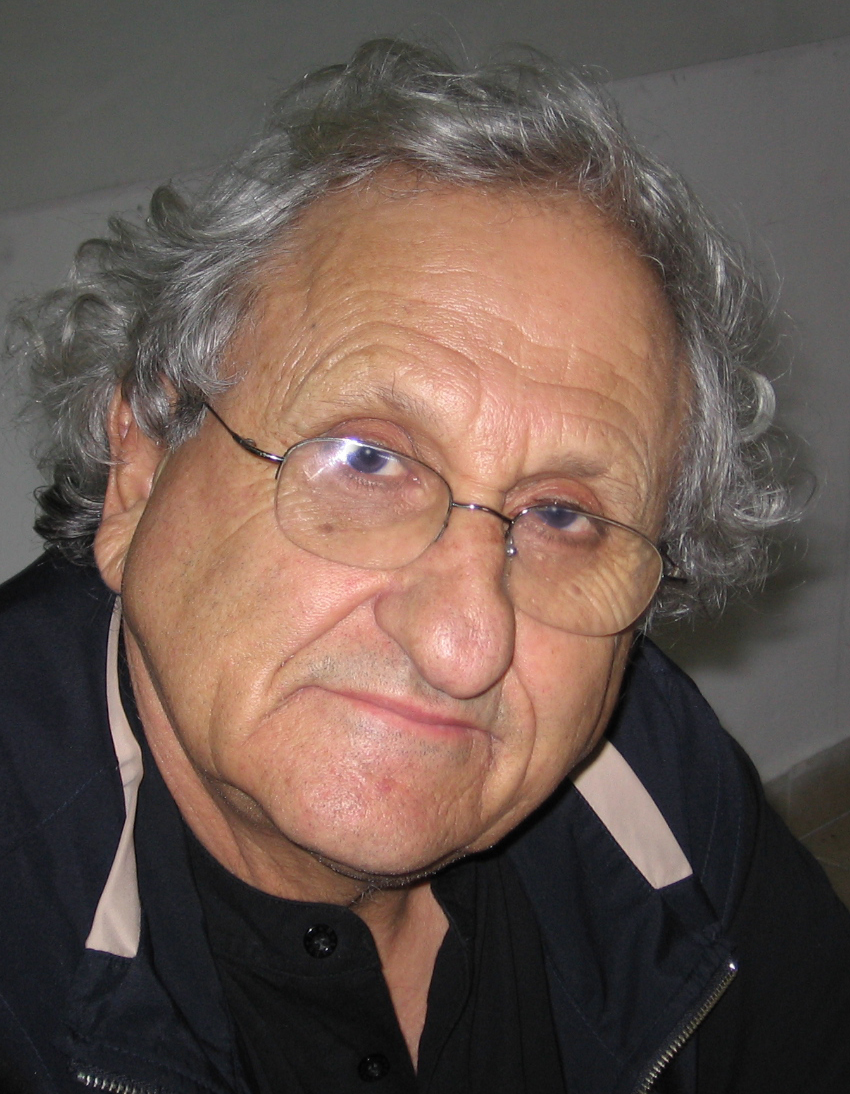
亚伯拉罕·B·约书亚

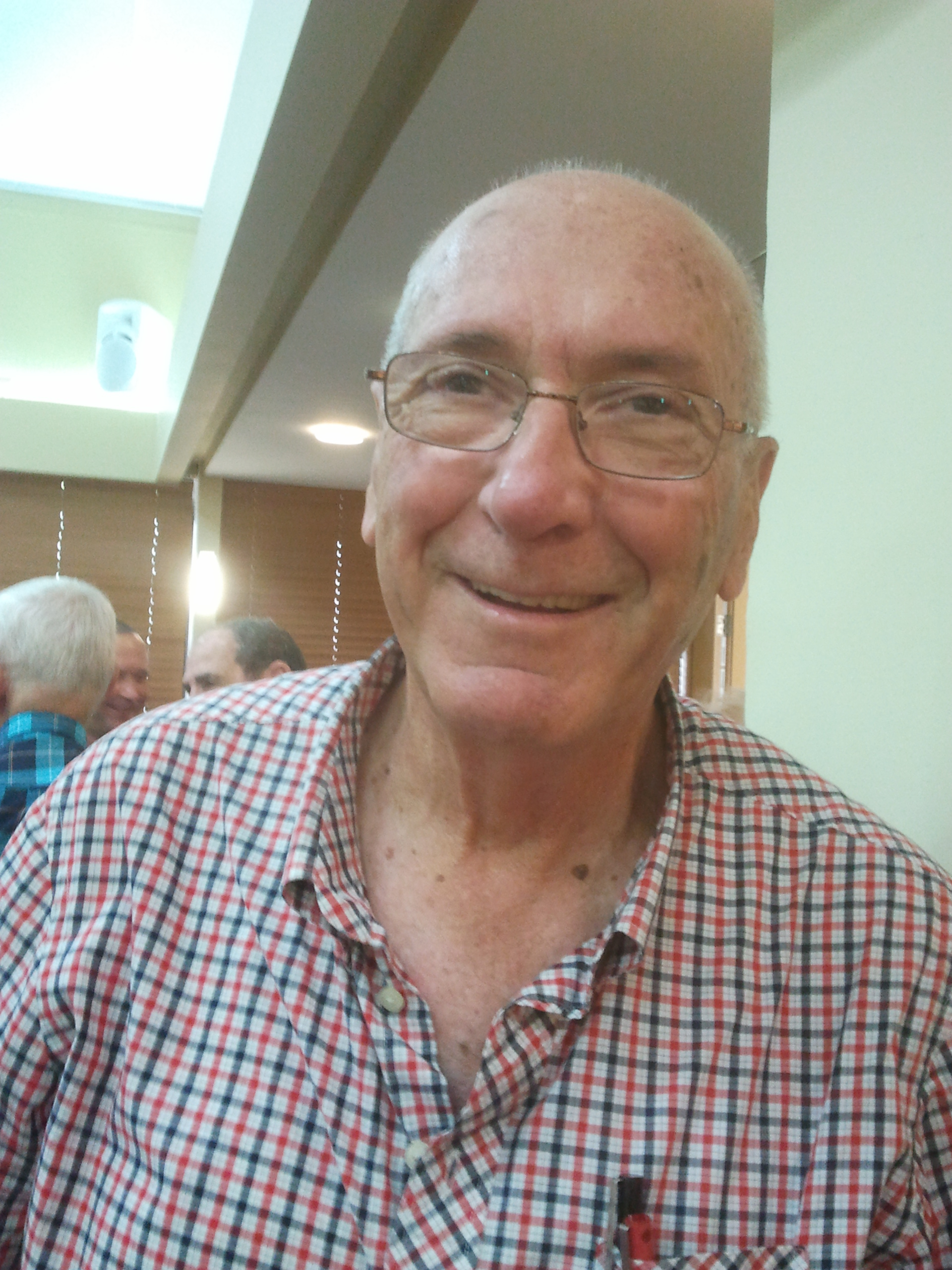
Arnon Sofer

- 亚伯拉罕·B·约书亚（A. B. Yehoshua），著名小说家、散文家和剧作家
- Gad Barzilai（英语：Gad Barzilai），权威法学家
- Benjamin Beit-Hallahmi（英语：Benjamin Beit-Hallahmi），心理学家
- Nitza Ben-Dov（英语：Nitza Ben-Dov），比较文学 与希伯来语教授
- David Bukay（英语：David Bukay），中东研究学教授
- Doron Kliger（英语：Doron Kliger），经济学家
- Shay Bushinsky（英语：Shay Bushinsky），计算机科学家与国际象棋权威程序员
- 阿哈龙·多尔戈波尔斯基，语言学家，诺斯特拉语系创始人之一
- Nick Fisher，语言学家，诺斯特拉语系创始人之一
- Majid Al-Haj，多元文化中心院长及社会学教授
- Eli Lancman（英语：Eli Lancman），历史学家，曾任海法市日本艺术博物馆馆长，以色列 - 日本友好协会的创始人之一
- Ronit Matalon（英语：Ronit Matalon），文学家
- Ronny Reich（英语：Ronny Reich），考古学家
- Daniel Schueftan（英语：Daniel Schueftan），国家安全研究中心院长，担任国家安全委员会、以色列前总理拉宾、以色列前总理沙龙的顾问
- Brenda Shaffer（英语：Brenda Shaffer），前美国政治科学协会外交政策主席，前哈佛大学约翰•F•肯尼迪政府学院的研究院长
- Saul Smilansky，哲学家
- Arnon Sofer（英语：Arnon Sofer），地理学与环境科学教授，水资源与人口学专家，海法大学创办人之一。
- 尤瓦·斯坦尼兹（Yuval Steinitz），哲学家，以色列国会议员。2009年至2013年担任以色列财政部长
- Avigdor Stematsky（英语：Avigdor Stematsky） (1908–1989)，已故知名画家
- Edward Trifonov（英语：Edward Trifonov），分子生物学家，以色列生物信息学创始人
- Natan Zach（英语：Natan Zach），诗人